# فرانسيس جورج أديوداتوس ميكاليف
فرانسيس جورج أديوداتوس ميكاليف (17 ديسمبر 1928 - 3 يناير 2018) كان من رهبنة الكرملين الحفاة وأسقفًا للكنيسة الرومانية الكاثوليكية. خدم لمدة ثلاثة وعشرين عامًا نائبًا رسوليًا في الكويت.

## السيرة
في 17 ديسمبر 1928، وُلِد فرانسيس ميكاليف في بيركيركارا، لأبوين هما جورج وماريانا ميكاليف. في عام 1947، انضم إلى رهبنة الكرمليين الحفاة. في 9 مايو 1954. بعدما أنهى دراسته في روما، عاد إلى مالطا، حيث درّس اللاهوت الأخلاقي. في مالطا، شغل مناصبا عديدة منها منصب رئيس الدير، وأخيرًا الرئيس الإقليمي لرهبنة الكرمليين الحفاة في مالطا. منذ عام 1979 وحتى 1981، كان رئيسًا للكلية الكرملية الدولية في روما.
في 5 نوفمبر 1981، عيّن يوحنا بولس الثاني فرانسيس ميكاليف نائبًا رسوليًا ثالثًا في الكويت. في عام 1982، رُسِّم من قِبل البابا يوحنا في عيد الظهور الإلهي. في 15 يناير من نفس العام، نُصِّب رسميًا نائبًا رسوليًا في الكويت وأسقفًا فخريًا. بقي فرانسيس ميكاليف في مدينة الكويت خلال الغزو العراقي للكويت، وكان من الغربيين القلائل الذين فعلوا ذلك.

## السنوات الأخيرة والوفاة
في 14 يوليو 2005، تقاعد الأسقف فرانسيس ميكاليف، وخلفه الأسقف كاميلو بالين. في 20 أكتوبر، ودّع الأسقف ميكاليف النيابة في حفل خاص بكاتدرائية العائلة المقدسة في مدينة الكويت. في 3 يناير 2018، توفي الأسقف فرانسيس ميكاليف في مسقط رأسه بمالطا.